# Abu Bakr as-Siddiq

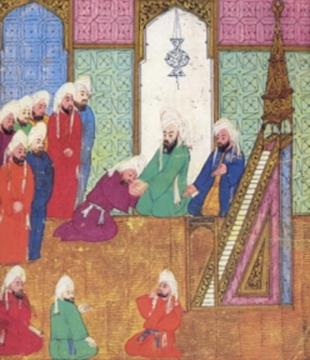
Abu Bakr. Miniatura persa.

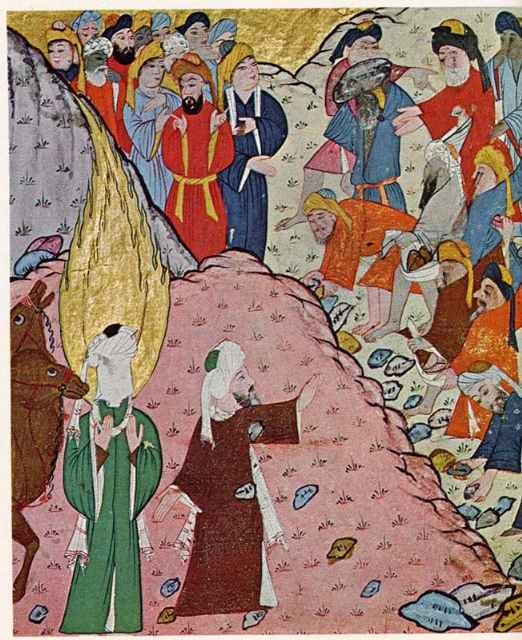
Mahoma es defendido por su suegro Abu Bakr. Miniatura turca del.

‘Abd Allāh ibn Abī Quhāfa ‘Uthmān ibn Ka‘b al-Qurayshī, conocido comúnmente por el kunya de Abū Bakr (en árabe: أبو بكر‎, romanizado: ʾAbū Bakr) (La Meca, c. 573 – Medina, 23 de agosto de 634) fue el sucesor de Mahoma y por tanto primer califa del islam, iniciador de la serie llamada de los califas ortodoxos. Fue un cercano compañero de Mahoma, además de ser su suegro.  Los musulmanes sunitas se refieren a él con el título honorífico de Abū Bakr al-Siddīq (en árabe: أبو بكر الصديق).
El nombre Abū Bakr es en realidad un apelativo que suele traducirse como «Aquel con el que Al-lah está complacido». Este apelativo se ha convertido en un nombre propio frecuente en todo el mundo islámico (con variaciones como Bubker, Babacar, Boubacar, Ebubekir, etc.). As-Siddīq es también un apelativo que significa ‘El Sincero’; sus descendientes son llamados siddīqī. Su nombre de pila original era ‘Abd al-Ka‘ba, esto es ‘Siervo de la Kaaba’, que cambió por ‘Abd Al-lāh (‘Siervo de Dios’) tras su conversión al islam.
Mercader en La Meca y miembro del clan Banu Taym de la tribu de los coraichitas, fue el primer hombre, fuera de la familia, en convertirse a la nueva religión predicada por Mahoma, e hizo daʿwa entre los no creyentes, por lo que se le considera el primer misionero musulmán. Varios compañeros de Mahoma se convirtieron al islam a través de Abu Bakr. Acompañó a Mahoma al exilio (hégira) en Medina y se convirtió en uno de sus guardaespaldas. Abu Bakr participó en todas las campañas militares de Mahoma y sirvió como el primer amir al-hach (en árabe: أمير الحج‎, romanizado: amīr al-ḥach, lit. 'comandante de la peregrinación'), liderando el hach en el 631. En ausencia de Mahoma, Abu Bakr dirigía las oraciones.
Abū Bakr llegó a ser conocido como al-Siddiq, «el veraz» o «el que confía», una referencia al hecho de que él fue el único en creer inmediatamente en la historia del Profeta sobre su viaje nocturno a Jerusalén. Reconocido incluso en La Meca como el miembro más visible de la comunidad después de Mahoma, se le acredita con la compra y liberación de muchos esclavos, incluyendo a Bilal, quien se hiciera famoso por proclamar la primera llamada a la oración. Se convirtió en suegro de Mahoma al casarse este con su hija Aisha.
Tras la muerte de Mahoma en 632, Abu Bakr le sucedió en el liderazgo de la comunidad musulmana como primer califa, siendo elegido en Saqifa. Su elección fue impugnada por varios líderes tribales rebeldes. Durante su gobierno, sofocó una serie de levantamientos, conocidos colectivamente como las guerras Ridda, como resultado de las cuales logró consolidar y expandir el gobierno del estado musulmán en toda la península Arábiga. También comandó las incursiones iniciales en los vecinos imperios sasánida y bizantino, que en los años posteriores a su muerte, finalmente resultarían en las conquistas musulmanas de Persia y del Levante. Aparte de la política, a Abu Bakr también se le atribuye la compilación del corán, del que tenía un códice califal personal. Antes de morir en agosto de 634, Abu Bakr nombró a Umar (r. 634-644) como su sucesor. Junto con Mahoma, Abu Bakr está enterrado en la Cúpula Verde de la mezquita Al-Masjid an-Nabawi en Medina, el segundo lugar más sagrado del islam. Murió de una enfermedad tras gobernar por 2 años, 2 meses y 14 días, el único califa Rashidun que murió por causas naturales.
Si bien el reinado de Abu Bakr fue breve, incluyó invasiones exitosas de los dos imperios más poderosos de la época, el Imperio sasánida y el Imperio bizantino. Puso en marcha una trayectoria histórica que en pocas décadas conduciría a uno de los imperios más grandes de la historia. Su victoria sobre las fuerzas árabes rebeldes locales es una parte importante de la historia islámica. Los musulmanes sunitas veneran a Abu Bakr como el primero de los califas bien guiados y la persona más grande después de los profetas y mensajeros. La tradición chiita, en cambio, considera a Abu Bakr un usurpador del califato y un enemigo de los ahl al-bayt.

## Linaje y títulos
El nombre completo de Abu Bakr era Abdullah ibn Uthman ibn Amir ibn Amr ibn Ka'b ibn Sa'd ibn Taym ibn Murrah ibn Ka'b ibn Lu'ayy Ghalib ibn Fihr.
En árabe, el nombre Abd Allah significa «siervo de Alá». Uno de sus primeros títulos, anterior a su conversión al islam fue el de Ateeq, que significa «el salvo»" Mahoma luego volvió a usar este título cuando dijo que Abu Bakr era el «Ateeq». Mahoma lle llamó Al-Siddiq (el veraz) cuando Abu Bakr creyera en él en el evento del mirach cuando otros no le creyeron, y Alí confirmó ese título muchas veces. En el Corán se le llama el «segundo de la cueva» en referencia al evento ocurrido en la hégira en el que se ocultó junto a Mahoma en la cueva de Yabal Thawr (Monte Tauro) de los perseguidores de La Meca que habían sido enviados tras ellos.

## Infancia y juventud
Abu Bakr nació en La Meca en algún punto en el año 573 (d. C.), en una familia rica de la tribu Banu Taym de la confederación tribal Quraysh. Su padre se llamaba Uthmán y llevaba la kunya (reverencial) de Abu Quhafa, y su madre fue Salma bint Sakhar quien llevaba la kunya de Umm ul-Khair.
Abu Bakr pasó su infancia como otros niños árabes de su época, entre los beduinos que se llamaban a sí mismos Ahl-i-Ba'eer, la gente del camello, y desarrolló un particular afecto hacia los camellos. En sus primeros años jugaba con las crías de camello y chivatos, y su amor por los camellos le ganó el apodo (kunya) de "Abu Bakr", el padre de la cría de camello.
Como otros niños de las ricas familias de mercantes de La Meca, Abu Bakr era letrado y había desarrollado amor por la poesía. Solía asistir a la feria anual en el célebre zoco de Ukaz (cerca de la actual ciudad de Taif), y participar en simposios poéticos. Tenía muy buena memoria y buen conocimiento de la genealogía de las tribus árabes, sus historias y su política.
Se conserva una historia en la cual una vez, de niño, su padre le llevó a la Kaaba y le pidió que rezara frente a los ídolos. Su padre se fue a atender algún otro negocio y le dejó solo. Dirigiéndose a un ídolo, Abu Bakr le habría dicho «Oh, Dios mío, necesito bellas ropas; otórgamelas». El ídolo permaneció indiferente. Luego se dirigió a otro ídolo, diciendo, «Oh, Dios, dame alguna comida deliciosa. Mira cómo estoy de hambriento». El ídolo permaneció frío. Esto colmó la paciencia del joven Abu Bakr quien levantó una piedra y, dirigiéndose a un ídolo, dijo, «Heme aquí apuntando una piedra. Si eres un dios, protégete». Abu Bakr le lanzó la piedra al ídolo y abandonó la Kaaba. Sea como fuere, se dice que antes de convertirse al islam, Abu Bakr practicaba como un hanif y nunca adoró a ningún ídolo.

## Conversión al islam
A su regreso de un viaje de negocios desde Yemen, amigos le informaron que en su ausencia Mahoma se había declarado a sí mismo Mensajero de Dios y proclamaba una nueva religión. El historiador Al-Tabari, en su Ta’rij al-Tabari, cita a Muhammad ibn Sa'd ibn Abi Waqqas, quien dijo:
Pregunté a mi padre si Abu Bakr fue el primero de los musulmanes. Me dijo, ‘No. Más de cincuenta personas aceptaron el islam antes que Abu Bakr. Pero él era superior a nosotros como musulmán. Y Úmar ibn al-Jattab había aceptado el islam después de cuarenta y cinco hombres y veintiún mujeres. En cuanto al más adelantado en asuntos de islam y de fe, fue Alí ibn Abi Tálib.’
Otros suníes y todos los chiíes sostienen que la segunda persona en aceptar públicamente a Mahoma como Mensajero de Dios fue Alí ibn Abi Tálib, la primera siendo la esposa de Mahoma, Jadiya. Ibn Kathir, en su Al Bidaya Wal Nihayah, pone esto en duda. Para él la primera mujer en aceptar el islam fue Jadiya, Zayd ibn Harithah fue el primer esclavo libre en aceptar el islam, y Alí ibn Abi Tálib fue el primer niño en aceptar el islam, pues no había siquiera alcanzado la pubertad en ese momento, mientras que Abu Bakr fue el primer hombre libre en aceptar el islam.

## Vida subsecuente en La Meca
Su esposa Qutaylah bint Abd-al-Uzzá no aceptó el islam y por esto se divorció de ella. Su otra esposa, Umm Ruman, en cambio, se hizo musulmana. Todos sus hijos aceptaron el islam con la excepción de Abdul-Rahman, de quién Abu Bakr se disoció. Su conversión también atrajo a muchas personas al islam. Persuadió a sus amigos íntimos a convertirse, y le presentó el islam a otros amigos de tal manera que muchos de ellos también aceptaron la fe. Aquellos que se convirtieron al islam gracias a la insistencia de Abu Bakr fueron:
- Uthmán Ibn Affán (quien habría de convertirse en el Tercer Califa)
- Al-Zubayr (quien jugó un papel en la conquista musulmana de Egipto)
- Talha Ibn Ubayd-Allah
- Abdur Rahman bin Awf (quien seguiría hacienda parte importante del Califato Rashidun)
- Sa’d ibn Abi Waqqas (quien jugó un papel en la conquista islámica de Persia)
- Abu Ubaidah ibn al-Yarrah (quien se mantuvo como comandante en jefe del ejército Rashidun en Siria)
- Abu Salama (Abdullah bin Abdul Asad)
- Jálid ibn Sa’id
- Abu Hudhaifah ibn al-Mughirah

La aceptación del islam por Abu Bakr demostró haber sido un importante punto de inflexión en la misión de Mahoma. La esclavitud era común en La Meca, y muchos esclavos aceptaron el islam. Cuando un hombre libre común aceptaba el islam, a pesar de la oposición, gozaba de la protección de su tribu. Para los esclavos, sin embargo, no existía tal protección y sufrieron comúnmente de persecuciones. Abu Bakr sintió compasión por los esclavos, así que compró a ocho de ellos (cuatro hombres y cuatro mujeres) y los liberó, pagando 40.000 dinares por su libertad.
Los hombres eran
- Bilal ibn Ribah
- Abu Fakih
- Ammar ibn Yasir
- Abu Fuhayra

Y las mujeres eran:
- Lubaynah
- Al-Nahdiah
- Umm Ubays
- Harithah bint al-Muammil

La mayoría de esclavos liberados por Abu Bakr eran bien mujeres u hombres viejos y frágiles. Cuando el padre de Abu Bakr le preguntó por qué no había liberado esclavos fuertes y jóvenes, que podían haber sido una fuente de fuerza para él, Abu Bakr le respondió que liberaba a los esclavos para Dios, y no para sí.

## Persecución por parte de los Quraysh, 613
Por tres años tras el nacimiento del islam los musulmanes mantuvieron su fe en secreto. En 613, de acuerdo con la tradición islámica, Dios le ordenó a Mahoma que llamara a la gente al islam abiertamente. La primera exhortación pública invitando a la gente a ofrecer su alianza a Mahoma la hizo Abu Bakr. En un arranque de furia, los jóvenes de la tribu Quraysh se abalanzaron sobre Abu Bakr y le golpearon hasta dejarle inconsciente. Tras este incidente, la madre de Abu Bakr se convirtió al islam. Abu Bakr fue perseguido muchas veces por los Quraysh. Si bien las creencias de Abu Bakr habrían sido defendidas por su propio clan, no sería este el caso para la tribu coraichita entera.

## Últimos años en La Meca
En 617, los Quraysh iniciaron un boicot contra los Banu Háshim. Mahoma junto con sus seguidores entre los Banu Háshim fueron interceptados en un paso lejos de La Meca. Todas las relaciones con los Banu Háshim se cortaron y se ordenó su encarcelamiento. Ante esto, muchos musulmanes migraron a Abisinia (ahora Etiopía). Abu Bakr, agobiado, partió hacia Yemen para luego desde allí a Abisinia. Se encontró con un amigo de nombre Ad-Dughna (jefe de la tribu Qarah) afuera de La Meca, quien le invitó a buscar su protección contra los Quraysh. Abu Bakr regresó entonces a La Meca, pero pronto Ad-Dughna se vio obligado a renunciar a protegerlo debido a la presión de los Quraysh. Los Quraysh fueron de nuevo libres de perseguir a Abu Bakr.
En 620, murieron el tío y protector de Mahoma, Abu Tálib ibn Abd al-Muttálib, y su esposa Jadiya. Aisha, la hija de Abu Bakr se comprometió con Mahoma, pero se decidió que la ceremonia de matrimonio misma se celebrara después. En 620 Abu Bakr fue la primera persona en testificar a favor del Isra y Mi'raj (el viaje nocturno) de Mahoma.

## Migración a Medina
En 622, por invitación de los musulmanes de Medina, Mahoma ordenó a los musulmanes migrar a Medina. La migración empezó por tandas. Alí fue el último en permanecer en La Meca, con la responsabilidad de pagar cualesquiera préstamos que hubiesen tomado los musulmanes, y famosamente durmió en el lecho de Mahoma cuando los Quraysh, comandados por Ikrima, intentaron asesinar a Mahoma mientras dormía. Entretanto, Abu Bakr acompañó a Mahoma a Medina. Debido al peligro que mostraban los Quraysh, no tomaron el camino sino que se movieron en dirección opuesta, tomando refugio en una cueva en Yabal Thawr (el monte Tauro), a unos ocho kilómetros al sur de La Meca. Abdullah ibn Abi Bakr, el hijo de Abu Bakr, escuchaba los planes y discusiones de los Quraysh, y de noche le llevaba las noticias a los fugitivos en la cueva. Asma bint Abi Bakr, la hija de Abu Bakr, les llevaba comida cada día. Aamir, un siervo de Abu Bakr, llevaba un hato de cabras a la entrada de la cueva cada noche, donde las ordeñaban. Los Quraysh enviaron grupos de búsqueda en todas las direcciones. Un grupo se acercó a la entrada de la cueva pero no logró verles. Debido a esto se reveló el verso 9:40 del Corán. Aisha, Abu Sa‘id al-Khudri y Abdullah ibn Abbas al interpretar este verso dijeron que Abu Bakr era el compañero que había permanecido con Mahoma en la cueva.
Tras quedarse en la cueva tres días y tres noches, Abu Bakr y Mahoma procedieron a Medina, quedándose por un tiempo en Quba, un suburbio de Medina.

## Vida en Medina
En Medina, Mahoma decidió construir una mezquita. Se escogió un pedazo de tierra y Abu Bakr pagó el valor de la tierra. Los musulmanes, incluyendo a Abu Bakr, construyeron una mezquita llamada Al-Masyid al-Nabawi en el sitio. A Abu Bakr se le emparejó con Khaarijah bin Zaid Ansari (quien era Medina) como hermano en la fe. La relación de Abu Bakr con Khaarijah fue muy cordial, lo que se fortaleció aún más cuando Abu Bakr se casó con Habiba, una hija de Khaarijah. Khaarijah bin Zaid Ansari vivía en Sunh, un suburbio de Medina, y Abu Bakr se asentó allí también. Cuando la familia de Abu Bakr llegó a Medina, compró otra casa cerca de la de Mahoma.
Mientras que el clima de La Meca era seco, el de Medina era húmedo y debido a esto la mayoría de migrantes se sintieron enfermos al llegar. Abu Bakr contrajo una fiebre por varios días, durante la cual fue atendido por Khaarijah y su familia. En La Meca, Abu Bakr comerciaba con telas al por mayor e inició el mismo negocio en Medina. Abrió su nuevo almacén en Sunh, y desde allí surtía al mercado en Medina. Pronto su negocio floreció. Para comienzos de 623, su hija Aisha, quien ya estaba comprometida con Mahoma, le fue dada en matrimonio en una ceremonia simple, fortaleciendo aún más los lazos entre Abu Bakr y Mahoma. 

## Campañas militares bajo el mando de Mahoma

### Batalla de Badr
En 624, Abu Bakr se vio involucrado en la primera batalla entre los musulmanes y los Quraysh de La Meca, conocida como la batalla de Badr, pero no luchó y en cambio actuó como uno de los guardias de la tienda de Mahoma. En relación con esto, Alí al parecer le preguntó a sus asociados luego quién pensaban que era el más valiente entre los hombres. Todos dijeron que Alí era el más valiente, pero Alí respondió:
No. Abu Bakr es el más valiente de los hombres. En la Batalla de Badr habíamos preparado un pabellón para el profeta, pero cuando se nos pidió ofrecernos a la tarea de vigilarla ninguno se ofreció sino Abu Bakr. Con la espada desenfundada se puso a hacer guardia junto al Profeta de Alá y le protegió de los infieles atacando a aquellos que osaran avanzar en esa dirección. Fue por tanto el más valiente de los hombres.
En los relatos suníes, durante uno de estos ataques dos de los discos del escudo de Abu Bakr se incrustaron las mejillas de Mahoma. Abu Bakr se acercó con la intención de extraerlos, pero Abu Ubaidah ibn al-Yarra pidió que le dejaran a él el asunto, perdiendo sus dos dientes incisivos en el proceso. En estas historias, Abu Bakr y otros compañeros llevaron luego a Mahoma a un lugar seguro.

### Batalla de Uhud
En 625, participó en la Batalla de Uhud, en la cual la mayoría de musulmanes fueron derrotados y él mismo resultó herido. Antes de que empezara la batalla, su hijo Abdul-Rahman, que en ese momento aún no era musulmán y que luchaba del lado de los Quraysh, se adelantó y lo desafió a un duelo. Abu Bakr aceptó el desafío pero Mahoma lo detuvo. Más tarde, Abdul-Rahman se acercó a su padre y le dijo “Te expusiste ante mí como objetivo, pero me di vuelta y no te maté.” A esto Abu Bakr le respondió “Sin embargo, si tú te me hubieras expuesto como objetivo yo no me habría dado vuelta.” En la segunda fase de la batalla, la caballería de Jálid ibn al-Walid atacó a los musulmanes por atrás, tornando una victoria musulmana en derrota. Muchos huyeron del campo de batalla, incluyendo a Abu Bakr. Sin embargo, de acuerdo con su propio testimonio, fue “el primero en regresar.”

### Batalla de la Trinchera
En 627 participó en la Batalla de la Trinchera y también en la invasión a los Banu Qurayza. En la batalla de la trinchera, Mahoma dividió la zanja en varios sectores y envió un contingente a vigilar cada uno. Uno de estos contingents estaba bajo el mando de Abu Bakr. Los enemigos hicieron varios asaltos en un intento por cruzar la zanja, todos los cuales fueron repelidos. Para conmemorar este evento se erigió una mezquita, conocida después como 'Masjid-i-Siddiq', en el sitio en que Abu Bakr había repelido las cargas del enemigo.

### Batalla de Jáibar
Abu Bakr tuvo parte en la batalla de Jáibar. Jáibar tenía ocho fortalezas, de las cuales la más fuerte y mejor custodiada se llamaba Al-Qamus. Mahoma envió a Abu Bakr con un grupo de guerreros a intentar tomarla, pero fueron incapaces de hacerlo. Mahoma envió también a Úmar con un grupo de guerreros, pero Úmar tampoco logró conquistar Al-Qamus. Otros musulmanes también intentaron capturar el fuerte, pero fracasaron también. Finalmente, Mahoma envió a Alí, quien derrotó al líder enemigo, Marhab.

### Campañas militares durante los últimos años de Mahoma
En 628 Mahoma envió a 'Amr ibn al-'As to Zaat-ul-Sallasal, seguido por Abu Ubaidah ibn al-Jarrah en respuesta a un pedido de refuerzos. Abu Bakr y Úmar comandaron un ejército bajo al-Jarrah, y atacaron y derrotaron al enemigo.
En 630, cuando los musulmanes conquistaron La Meca, Abu Bakr fue parte del ejército. Antes de la conquista de La Meca, su padre Abu Quhafa se convirtió al islam.

#### Batallas de Hunayn y Taif
En 630, el ejército musulmán fue emboscado por arqueros de las tribus locales cuando pasaban por el valle de Hunayn, a unos 17 kilómetros al noreste de La Meca. Tomados por sorpresa, la guardia avanzada del ejército musulmán huyó en pánico. Hubo considerable confusión, y los camellos, caballos y hombres chocaron unos contra otros buscando ponerse bajo cubierta. Mahoma, sin embargo, se mantuvo firme. Sólo nueve de los compañeros se mantuvieron alrededor suyo, incluyendo a Abu Bakr. Bajo la instrucción de Mahoma, Abbas gritó tan duro como podía “Oh, musulmanes, venid al Profeta de Alá.” Los soldados musulmanes escucharon la llamada y se reunieron junto a Mahoma. Cuando se hubieron acumulado en suficiente número, Mahoma ordenó un ataque contra los enemigos. En la refriega a mano armada que siguió, las tribus fueron derrotadas y escaparon a Autas. 
Mahoma destinó un contingente a vigilar el paso de Hunayn y lideró al ejército principal hacia Autas. En la confrontación en Autas las tribus no lograron resistir la embestida musulmana. Creyendo que seguir resistiéndose era inútil, las tribus levantaron su campamento y se retiraron a Taif.
Abu Bakr fue comisionado por Mahoma para dirigir el ataque contra Taif. Las tribus se apoltronaron en el fuerte y se rehusaron a salir al descampado. Los musulmanes emplearon catapultas, pero sin ningún resultado tangible. Los musulmanes intentaron usar una formación en testudo (tortuga), en la que un grupo de soldados escudados bajo una cubierta de cuero avanzaron a incendiar la puerta. Sin embargo, sus enemigos lanzaron pedazos de hierro al rojo vivo sobre la tortuga, lo que hizo que la estrategia no fuera efectiva.
El sitio continuó dos semanas sin que hubiera signo de debilidad en el fuerte. Mahoma reunió un consejo de guerra. Abu Bakr aconsejó que el sitio se levantara y que Dios hiciera los arreglos para la caída del fuerte. Su consejo fue aceptado y en febrero de 630 se levantó el sitio a Taif y el ejército musulmán regresó a La Meca. Unos días después Malik bin Auf, el comandante, fue a La Meca y se hizo musulmán.

### Abu Bakr comoAmir ul-Hajj
En 631, Mahoma envió una delegación desde Medina de trescientos musulmanes para que hicieran el Hach de acuerdo con la nueva forma islámica y designó a Abu Bakr como líder de la delegación. El día siguiente a la partida a hacer el Hach de Abu Bakr y su grupo, Mahoma recibió en revelación la sura Tawbah, el noveno capítulo del Corán. Se relata que cuando vino esta revelación, alguien le sugirió a Mahoma que enviara nuevas de ello a Abu Bakr. Mahoma dijo que solo un hombre de su casa podía proclamar la revelación.
Mahoma convocó a Alí y le pidió que proclamara una parte de la sura Tawbah a la gente en el día de sacrificio cuando se reunieran en Mina. Alí partió en el camello de orejas rasgadas de Mahoma y alcanzó a Abu Bakr. Cuando Alí se unió al grupo, Abu Bakr quería saber si había venido a dar órdenes o a transmitirlas. Alí dijo que no había ido a reemplazar a Abu Bakr como Amir ul-Hajj (comandante de la peregrinación), y que su única misión era transmitir un mensaje especial a la gente en nombre de Mahoma.
En La Meca, Abu Bakr presidió la ceremonia del Hach, y Alí leyó la proclama en nombre de Mahoma. Los puntos principales de la proclama fueron: 
1. En adelante no se permitiría a los no musulmanes visitar la Kaaba o hacer el peregrinaje.
2. Nadie debía caminar desnudo en círculos alrededor de la Kaaba.
3. El politeísmo no podía tolerarse. Dondequiera que los musulmanes tuvieran acuerdo alguno con los politeístas tales acuerdos serían honrados por los periodos estipulados. Donde no hubiesen acuerdos un periodo de gracia de cuatro meses se daría y por tanto no se debería tener compasión con los politeístas.

Desde el día de esta proclamación inició una nueva era y el islam reinaría completamente en Arabia.

### La Expedición de Abu Bakr As-Siddiq
Abu Bakr lideró una expedición militar, la Expedición de Abu Bakr As-Siddiq, que tuvo lugar en Néyed en julio de 628 (el tercer mes del año 7 AH en el calendario islámico).[48] Abu Bakr lideró una compañía en Néyed bajo órdenes de Mahoma. Muchos murieron o fueron hechos prisioneros. La colección de hadiz suní Sunan Abu Dawud menciona este evento.

### Expedición de Usama bin Zayd
En 632, durante las semanas finales de vida de Mahoma, éste envió una expedición a Siria en venganza por la derrota de los musulmanes en la Batalla de Mu'tah unos años atrás. El comandante de la campaña fue Usama ibn Zayd, cuyo padre, el otrora hijo adoptivo de Mahoma, Zayd ibn Harithah, había caído en el conflicto previo. La designación de Usama, quien no tenía más de veinte años y era inexperto, fue controvertida, y se hizo particularmente problemática cuando veteranos como Abu Bakr, Abu Ubaidah ibn al-Jarrah y Sa'd ibn Abi Waqqas fueron puestos a sus órdenes. Con todo, la expedición partió, aunque al poco tiempo de partir llegaron noticias de la muerte de Mahoma, obligando al ejército a regresar a Medina. La campaña no se reinició hasta que Abu Bakr ascendió al califato, momento en el cual escogió reafirmar el mando de Usama, lo que llevó en últimas a su éxito. 

## Sucesión y califato

### Muerte de Mahoma
Existen varias tradiciones con relación a los días finales de Mahoma que se han usado para reforzar la idea de la gran amistad y confianza que se dice existió entre el Profeta y Abu Bakr. En una de tales historias, al acercarse Mahoma a la muerte se encontró incapaz de dirigir las oraciones como solía, así que ordenó a Abu Bakr que tomara su lugar, ignorando las preocupaciones de Aisha de que su padre, Abu Bakr, se encontraba delicado emocionalmente para ese papel. Abu Bakr asumió la posición y cuando Mahoma entró a la sala de oración una mañana durante las oraciones del Fajr (matinales), Abu Bakr intentó apartarse para dejarle tomar su lugar normal y dirigir la oración. Mahoma, sin embargo, le permitió continuar. En otro incidente, por la misma época, Mahoma subió al púlpito y se dirigió a la congregación diciendo "Dios le ha dado a su siervo la elección entre este mundo y aquel que está con Dios, y ha escogido el último." Abu Bakr, entendiendo que esto significaba que a Mahoma le quedaba poco tiempo de vida, repondió "No, nosotros y nuestros hijos seremos el pago de tu rescate." Mahoma consoló a su amigo y ordenó que todas las puertas a la mezquita fueran cerradas con excepción de la que llevaba a la casa de Abu Bakr, "pues sé que nadie es mejor amigo para mí que él."
A la muerte de Mahoma en el año 632 d. C., la comunidad musulmana no estaba preparada para la muerte de su líder y muchos experimentaron un profundo impacto. Úmar se vio particularmente afectado, declarando en cambio que Mahoma había ido a consultar con Dios y regresaría pronto, amenazando a cualquiera que dijera que había muerto. Abu Bakr, habiendo regresado a Medina, calmó a Úmar mostrándole el cuerpo de Mahoma y convenciéndole de su muerte. Se dirigió luego a aquellos que se habían reunido en la mezquita, diciendo "Si alguno alaba a Mahoma, Mahoma está muerto. Si alguno alaba a Dios, Dios está vivo, inmortal," poniendo así fin a cualquier impulso a idolatrar entre la población. Concluyó entonces con un verso del Coránː "Mahoma no es más que un apóstol, y muchos apóstoles murieron antes que él." (Corán 3ː144)

### Saqifa
Inmediatamente después de la muerte de Mahoma en 632 d. C., una reunión entre los Ansar (nativos de Medina) tuvo lugar en la Saqifah (patio) del clan Banu Sa'ida. La creencia general en ese momento era que el propósito de la reunión era que los ansar decidieran sobre un nuevo líder de la comunidad musulmana entre ellos, excluyendo intencionalmente a los Muhaŷirun (migrantes de La Meca), aunque esto ha sido motivo de debate.
Sin embargo, Abu Bakr y Úmar, al enterarse de la reunión, se preocuparon por un potencial golpe de Estado y se apresuraron a asistir. Al llegar, Abu Bakr se dirigió a los hombres reunidos con la advertencia de que un intento de elegir un líder fuera de la tribu de Mahoma, los Quraysh, resultaría probablemente en discordias, pues sólo ellos podían ganarse el respeto necesario entre la comunidad. Tomó entonces de la mano a Úmar y a otro compañero, Abu Ubaidah ibn al-Yarrah, y se los ofreció a los ansar como posibles opciones. Habab ibn Múndhir, un veterano de la batalla de Badr, replicó sugiriendo que los Quraysh y los Ansar escogieran cada uno un líder de entre ellos, quienes gobernarían en conjunto. El grupo se exaltó con esta propuesta y empezaron a discutir unos con otros. El orientalista William Muir describe así la situación:
El momento era crítico. La unidad de la Fe estaba en juego. Un poder dividido se caería en pedazos y se podía perder todo. El manto del Profeta debía caer en un Sucesor y sólo en uno. La soberanía del islam exigía un califato no dividido, y Arabia no reconocería amo alguno que no viniera de entre los Quraysh. (p. 2)
Úmar rápidamente tomó la mano de Abu Bakr y le juró su alianza, ejemplo que siguieron los hombres reunidos. La reunión se terminó abruptamente cuando una refriega estalló entre Úmar y el jefe de los Banu Sa'ida, Sa'd ibn Ubadah. Esto puede indicar que la elección de Abu Bakr puede no haber sido unánime, con los ánimos exaltados como resultado del desacuerdo.
Abu Bakr fue aceptado de manera casi universal como la cabeza de la comunidad musulmana, asumiendo el título de Califa, ‘Sucesor del Mensajero de Dios’ (خليفة رسول الله jalīfat Rasūl Allāh), como resultado de Saqifa, si bien tuvo que enfrentar oposición debido a la naturaleza apresurada del evento. Varios de los compañeros, el más prominente de ellos siendo Ali ibn Abi Talib (رضي الله عنه), se rehusaron inicialmente a reconocer su autoridad. Entre los chiíes se afirma también que Alí había sido designado previamente como heredero de Mahoma y que la elección era una contravención a los deseos del Profeta. Abu Bakr envió luego a Úmar a confrontar a Alí, lo que resultó en un altercado que puede haber incluido la violencia. Sin embargo, tras seis meses el grupo hizo las paces con Abu Bakr y Alí le ofreció su lealtad. Esta divergencia daría lugar años más tarde a la división de los musulmanes en tres ramas: suníes, chiíes y jariyíes.

### Reinado
Tras asumir el cargo de Califa, el primer discurso de Abu Bakr fue asíː
Se me ha dado autoridad sobre vosotros, y no soy el mejor de vosotros. Si bien lo hiciere, ayudadme, y si lo hiciere mal, enderezadme. La atención sincera a la verdad es lealtad e ignorar la verdad es traición. Los débiles entre vosotros serán fuertes conmigo hasta que me haya asegurado de vuestros derechos, si Dios lo quiere, y los fuertes entre vosotros serán débiles conmigo hasta que os haya quitado los derechos de los otros, si Dios lo quiere. Obedecedme en tanto obedezca a Dios y a su Mensajero, pero si desobedezco a Dios y a su Mensajero, no me debéis obediencia. Alzáos para la oración, y Dios tenga misericordia de vosotros. (Al-Bidaayah wan-Nihaayah 6:305, 306)
El reino de Abu Bakr duró 27 meses, durante los cuales aplastó la rebelión de las tribus árabes a lo largo de la península arábiga en las exitosas guerras Ridda. En los últimos meses de su gobierno, envió a Jálid ibn al-Walid a hacer conquistas contra el Imperio Sasánida en Mesopotamia y contra el Imperio Bizantino en Siria. Esto pondría en movimiento una trayectoria histórica, continuada luego por Úmar y Uthmán ibn Affán, que en apenas unas cuantas décadas llevaría a uno de los imperios más grandes en la historia. No tuvo mucho tiempo para prestar atención a la administración de estado, si bien los asuntos estatales se mantuvieron estables durante su califato. Por consejo de Úmar y de Abu Ubaidah ibn al-Yarra, estuvo de acuerdo en destinar un salario del erario estatal para sí y descontinuó su comercio con telas.

#### Las guerras Ridda
Los problemas empezaron muy pronto tras el comienzo de la sucesión de Abu Bakr, pues varias tribus árabes lanzaron revueltas, amenazando con la unidad y estabilidad de la nueva comunidad y estado. Estas insurgencias y las respuestas a ellas por parte del califato se conocen colectivamente como las guerras Ridda ("Guerras de Apostasía").
Los movimientos de oposición llegaron en dos formas. Un tipo desafiaba el naciente poder político del califato así como la autoridad religiosa del islam a través de la aclamación de ideologías rivales, dirigidas por líderes políticos que clamaban para sí el manto de profeta, tal y como lo había hecho Mahoma. Estas rebeliones incluyenː
- la de los Banu Asad ibn Juzayma comandados por Tulayha ibn Juwáylid
- la de los Banu Hanifa comandados por Musaylima
- las de los Banu Taghlib y los Bani Tamim comandados por Sajah
- las de los Al-Ansi comandados por Al-Aswad Al-Ansi

Todos estos líderes son denunciados en las historias islámicas como "falsos profetas".
La segunda forma de movimientos de oposición era de carácter más estrictamente político. Algunas de las revueltas de este tipo tomaron la forma de rebeliones contra los impuestos (zakat) en Néyed entre tribus como los Banu Fazara y Banu Tamim. Otros disidentes, si bien aliados inicialmente con los musulmanes, usaron la muerte de Mahoma como una oportunidad para intentar restringir el crecimiento del nuevo estado islámico. Estos incluyen a algunos de los Rabīʿa en Baréin, los Azd en Omán, así como entre los Kindah y Khawlan en Yemen.
Abu Bakr, probablemente entendiendo que mantener un control firme sobre las dispares tribus arábigas era crucial para asegurar la supervivencia del estado, suprimió las insurrecciones por la vía del poder militar. Envió a Jálid ibn al-Walid y un contingente de tropas para reducir las insurreciones en Néyed así como las de Musaylima, quien era la amenaza más seria. Al mismo tiempo, Shurahbil ibn Hasana y Al-Ala'a Al-Hadrami fueron enviados a Baréin, mientras que Ikrimah ibn Abi Jahl, Hudhayfah al-Bariqi y Arfaja al-Bariqi recibieron órdenes de conquistar Omán. Finalmente, Al-Muhajir ibn Abi Umayya y Jálid ibn Asid fueron enviados a Yemen a apoyar al gobernador local en restablecer el control. Abu Bakr hizo uso también de los medios diplomáticos además de las medidas militares. Como lo hiciera Mahoma antes de él, utilizó alianzas maritales e incentivos financieros para vincular a antiguos enemigos del califato. Por ejemplo, un miembro de los Banu Hanifa que se había aliado con los musulmanes recibió de recompensa un estado. De igual forma, a un rebelde kindah de nombre Al-Ash'ath ibn Qays, tras arrepentirse y regresar al islam, se le dieron tierras en Medina y la mano de la hermana de Abu Bakr, Umm Farwa, en matrimonio.
En el fondo, los movimientos Ridda fueron desafíos a la supremacía política y religiosa del estado islámico. Gracias a su éxito en suprimir las insurrecciones, Abu Bakr había en efecto continuado la consolidación política que había empezado bajo el liderazgo de Mahoma con relativamente pocas interrupciones. Para el final de las guerras, había establecido una hegemonía islámica sobre la península arábiga entera.

#### Expediciones en Persia y Siria
Habiéndose unido Arabia bajo un único estado centralizado con unas fuerzas militares formidables, la región podía verse ahora como una amenaza a las regiones vecinas de los imperios sasánida y bizantino. Es posible que Abu Bakr, razonando que era inevitable que uno de estos poderes lanzara un ataque preventivo en contra del joven califato, decidiera que era mejor dar el primer golpe. Sean cuales fueren los motivos del califa, en el año 633 pequeños contingentes fueron enviados a Irak y Palestina, capturando varias aldeas. Si bien era seguro que los bizantinos y sasánidas iban a retaliar, Abu Bakr tenía motivos para tener confianza. Los dos imperios estaban agotados militarmente tras siglos de guerras entre ellos, lo que hacía probable que si alguna fuerza militar era enviada a Arabia, estaría disminuida y debilitada.
 

Una ventaja más importante, sin embargo, era la efectividad de los guerreros musulmanes, así como su celo, que se basaba parcialmente en su certeza sobre lo justo de su causa. Adicionalmente, la creencia general entre los musulmanes era que la comunidad debía defenderse a toda costa. El historiador Theodor Nöldeke ha dado una opinión algo controvertida acerca de que este fervor religioso se usó intencionalmente para mantener el entusiasmo y el ímpetu de la ummaː
Ciertamente era una buena política tornar a las tribus salvajes recientemente conquistadas hacia un objetivo externo contra el cual podrían satisfacer de nuevo su hambre de botínes en una gran escala, mantener sus ánimos guerreros, y fortalecerse al unirse a la nueva fe... Mahoma mismo había enviado ya expediciones al otro lado de la frontera [bizantina], y de esta manera les había señalado el camino a sus sucesores. Seguir sus pasos estaba de acuerdo con el ser más profundo del joven islam, que ya se había hecho grande entre el tumulto de armas.
Si bien Abu Bakr dio inicio a estos conflictos iniciales que finalmente resultaron en las conquistas de Persia y del Levante, no vivió para ver ninguna batalla real, y en cambio le dejó la tarea a sus sucesores.

### Preservación del Corán
Abu Bakr fue importante para la preservación escrita del Corán. Se dice que después de su difícil victoria sobre Musaylima en la batalla de Yamama en el año 632, Úmar vio que unos quinientos musulmanes que habían memorizado el Corán habían muerto. Temiendo que se perdiera o corrompiera, Úmar le pidió a Abu Bakr que autorizara la recopilación y preservación de las escrituras en formato escrito. El califa tenía dudas inicialmente, y se le cita diciendo "¿cómo podemos hacer aquello que el Mensajero de Alá, que Alá le bendiga y le mantenga, no hizo él mismo?" Sin embargo, al final cedió y designó a Zayd ibn Thabit, quien había servido previamente como secretario de Mahoma, con la tarea de reunir los versos dispersos. Se recuperaron fragmentos de todas las regiones, incluyendo los tallados en ramas de palmeras, pedazos de cuero, tabletas de piedra y "de los corazones de los hombres." El trabajo recopilado se transcribió en hojas y se verificó comparándolo con las versiones memorizadas. El códex finalizado, llamado Mus'haf, fue presentado a Abu Bakr, quien antes de su muerte se lo legó a su sucesor Úmar. Tras la muerte de Úmar, el Mus'haf fue heredado por su hija Hafsa, quien había sido una de las esposas de Mahoma. Fue este volumen, que se tomó prestado de Hafsa, el que formó la base del prototipo legendario de Uthmán, y el que se convirtió en el texto definitivo del Corán. Todas las ediciones posteriores derivan de este original.

## Muerte
El 23 de agosto de 634, en Medina, Abu Bakr se sintió enfermo y no se recuperó. Desarrolló una alta fiebre (atribuida por algunos a envenenamiento) y fue confinado a su lecho. Su enfermedad se prolongó y cuando su condición empeoró sintió que su final estaba cerca. Dándose cuenta de ello, envió por Alí y le solicitó que le brindara su baño fúnebre (gusl) como lo había hecho éste por Mahoma.
Abu Bakr creía que debía nombrar a su sucesor para que el asunto no se convirtiera en causa de discordia entre los musulmanes tras su muerte, si bien había ya una controversia sobre el hecho de que Alí no había sido nombrado. Nombró a Úmar para este rol tras discutir el asunto con algunos compañeros. Algunos apoyaron la nominación pero a otros no les gustó, debido a la naturaleza ruda de Úmar.

Abu Bakr dictó así su último testamento a Uthmán ibn Affán con estas palabrasː
En el nombre de Dios Misericordioso. Esta es la última voluntad y testamento de Abu Bakr bin Abu Quhafa, cuando se encuentra en la última hora del mundo y la primera del que viene, una hora en que los infieles deben creer, los malévolos deben reconocer sus malos caminos. Nombro a Úmar bin al Jattab como mi sucesor. Por tanto, escuchadle y obedecedle. Si actúa bien, confirmad sus actos. Mis intenciones son buenas, pero no puedo ver los resultados futuros. Sin embargo, quienes mal actúan se exponen a que en adelante sean juzgados con severidad. Adiós. Que recibáis siempre el favor de la bendición Divina.
La elección de Úmar fue ratificada por la comunidad (según los bakris/sunitas), nuevamente con la oposición de Alí (رضی الله عنه) y sus partidarios (según los chiíes), aunque sin ningún incidente serio. Úmar dirigió la oración funeraria para él y fue sepultado junto a la tumba de Mahoma. Está enterrado junto a Mahoma (صلی الله علیه و آله و سلم) y Úmar (رضي الله عنه) en la Mezquita del Profeta de Medina.

## Descendencia
Con su primera esposa, Qutaylah bint Abd al-Uzzá:
- Asma bint Abi Bakr
- Abdullah ibn Abi Bakr

Con su segunda esposa, Umm Ruman:
- Aisha bint Abi Bakr.
- Abdul-Rahman ibn Abi Bakr

Con su tercera esposa, Asma bint Umais:
- Muhammad ibn Abi Bakr

Con su cuarta esposa, Habibah bint Kharijah
- Umm Kulthum bint Abi Bakr